# Jamilu Collins
Jamilu Collins (ur. 5 sierpnia 1994 w Kadunie) – nigeryjski piłkarz grający na pozycji lewego obrońcy. Od 2017 jest zawodnikiem klubu SC Paderborn 07.

## Kariera klubowa
Swoją karierę piłkarską Collins rozpoczął w klubie Abuja FC. W sezonie 2012 grał w nim w rozgrywkach Nigeria National League. W 2012 roku przeszedł do HNK Rijeka, a w sezonie 2013/2014 został wypożyczony z niego do NK Pomorac. 23 sierpnia 2013 zadebiutował w jego barwach w drugiej lidze chorwackiej w zremisowanym 0:0 wyjazdowym meczu z Interem Zaprešić. W Pomoracu grał przez rok, po czym wrócił do Rijeki i sezon 2014/2015 spędził w rezerwach tego klubu.
Latem 2015 Collins trafił na wypożyczenie do słoweńskiego klubu NK Krka. Swój debiut w nim zanotował 18 lipca 2015 w zwycięskim 1:0 wyjazdowym meczu z Rudarem Velenje. Zawodnkiem NK Krka był przez pół roku.
Na początku 2016 Collinsa wypożyczono do HNK Šibenik. Swój debiut w nim zaliczył 12 marca 2016 w wygranym 4:1 wyjazdowym meczu z NK Zadar. W Šibeniku grał przez pół roku.
W sezonie 2016/2017 Collins ponownie był wypożyczony z Rijeki, tym razem do Istry 1961. Zadebiutował w niej 16 lipca 2016 w przegranym 0:1 domowym meczu z NK Osijek. W Istrze grał przez pół sezonu, po czym w styczniu 2017 znów trafił na wypożyczenie do Šibenika.
We wrześniu 2017 Collins odszedł z Rijeki do SC Paderborn 07. 1 października 2017 zaliczył w nim swój debiut w trzeciej lidze niemieckiej. W sezonie 2017/2018 awansował z Paderbornem do drugiej ligi, a w sezonie 2018/2019 – do pierwszej ligi. W sezonie 2019/2020 wrócił z Paderbornem do drugiej ligi.
| Sezon   | Klub            | Kraj      | Rozgrywki       | Mecze | Gole |
| ------- | --------------- | --------- | --------------- | ----- | ---- |
| 2012    | Abuja FC        | Nigeria   | National League | ?     | ?    |
| 2012/13 | HNK Rijeka      | Chorwacja | Prva HNL        | 0     | 0    |
| 2013/14 | NK Pomorac      | Chorwacja | Druga HNL       | 29    | 0    |
| 2014/15 | HNK Rijeka B    | Chorwacja | Treća HNL       | 24    | 0    |
| 2015/16 | NK Krka         | Słowenia  | 1. SNL          | 13    | 0    |
| 2015/16 | HNK Šibenik     | Chorwacja | Druga HNL       | 12    | 0    |
| 2016/17 | Istra 1961      | Chorwacja | Prva HNL        | 11    | 0    |
| 2016/17 | HNK Šibenik     | Chorwacja | Druga HNL       | 12    | 2    |
| 2017/18 | SC Paderborn 07 | Niemcy    | 3. Liga         | 19    | 0    |
| 2018/19 | SC Paderborn 07 | Niemcy    | 2. Bundesliga   | 34    | 0    |
| 2019/20 | SC Paderborn 07 | Niemcy    | Bundesliga      | 30    | 1    |
| 2020/21 | SC Paderborn 07 | Niemcy    | 2. Bundesliga   | 24    | 0    |

## Kariera reprezentacyjna
W reprezentacji Nigerii Collins zadebiutował 11 września 2018 w wygranym 2:1 towarzyskim meczu z Liberią, rozegranym w Monrovii. W 2019 roku znalazł się w kadrze Nigerii na Puchar Narodów Afryki 2019. Rozegrał na nim trzy mecze: ćwierćfinałowy z Południową Afryką (2:1), półfinałowy z Algierią (1:2) i o 3. miejsce z Tunezją (1:0).
W 2022 roku Collins został powołany do kadry na Puchar Narodów Afryki 2021, na którym rozegrał jeden mecz, z Gwineą Bissau (2:0).